# 菅谷智春
菅谷 智春（すがや ちはる、1988年3月3日 - ）は男性タレント。クリエートジャパンエージェンシー所属。神奈川県川崎市川崎区出身。

## 主な出演作品

### ドラマ
- 教師びんびん物語　健太役
- 女借金取りがゆく
- 火曜サスペンス劇場

### CM
- 花王/エコナクッキングオイル
- トヨタ/買い換えキャンペーン
- 任天堂
- 東京ディズニーシー/スチル
- 雪印MBP/雑広・新広

### その他
- ドラムカンナの冒険（NHK天才てれびくんワイド内 人形劇）タク役
- 百獣戦隊ガオレンジャー　ゲスト出演